# Нада Филева
Нада Филева (на македонска литературна норма: Нада Филева) е югославска партизанка и деятелка на комунистическата съпротива във Вардарска Македония.

## Биография
Родена е на 20 февруари 1925 година в град Охрид, Кралството на сърби, хървати и словенци. В годините на Втората световна война, на 10 юни 1943 година влиза в Кичевско-мавровския партизански отряд. Влиза в Първата македонско-косовска ударна бригада още при формирането ѝ и участва във всичките ѝ сражения. Загива при нападение от засада при Каля Доди, Пешкопийско на 1 септември 1944 година.
Името ѝ носи улица в охридската махала Месокастро.